# Ardbeg Point (Isle of Bute)

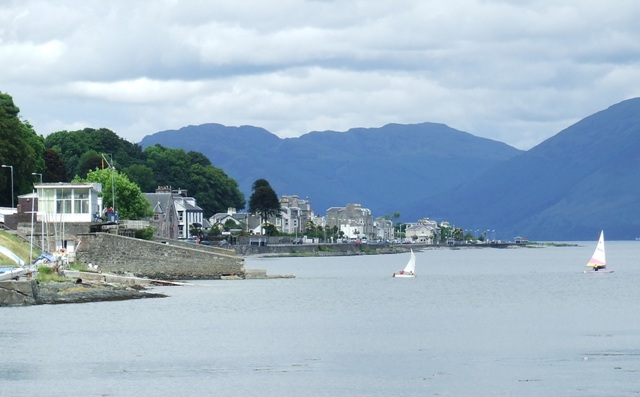
Ardbeg Point aus südlicher Blickrichtung entlang der Küste der Rothesay Bay

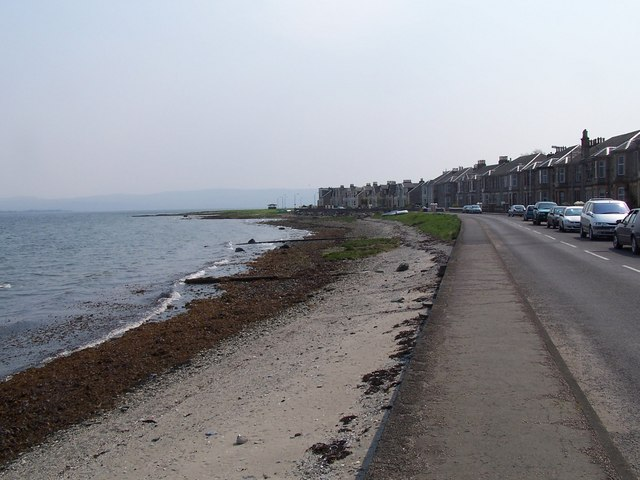
Blick über die Rothesay Bay nach Bogany Point (im Bild links)

Ardbeg Point ist ein Kap im Osten der schottischen Insel Bute an den Kyles of Bute und gehört somit administrativ zu der Unitary Authority Argyll and Bute. Entlang der Landspitze ziehen sich die Häuser der Ortschaften Ardbeg und Port Bannatyne, beides Vororte von Rothesay, dem Hauptort der Insel. Ardbeg Point bildet die Grenze der beiden Buchten Rothesay Bay im Süden und Kames Bay im Norden. Die benachbarten Landspitzen sind Undraynian Point im Norden und Bogany Point im Süden. Ardbeg Point ragt etwa 150 m aus der Landmasse der Insel heraus. Zusammen mit der gegenüber auf Cowal gelegenen Landspitze Ardyne Point bildet Ardbeg Point nach Süden mit einer Weite von etwa 1,6 km die letzte Engstelle der Kyles of Bute vor der Einmündung in den Firth of Clyde.
Die Umgebung von Ardbeg Point entwickelte sich im Viktorianischen Zeitalter, als sich die Insel einem zunehmenden Touristenstrom ausgesetzt sah, was den Bau von Hotelanlagen und Wohngelegenheiten auslöste. In diesem Zuge entstanden zahlreiche neue Bauten in Ardbeg und Port Bannatyne, wodurch auch die direkte Umgebung des Kaps besiedelt wurde.